# Asplenium adamsii
Asplenium adamsii är en svartbräkenväxtart som beskrevs av Arthur Hugh Garfit Alston. Asplenium adamsii ingår i släktet Asplenium och familjen Aspleniaceae. Inga underarter finns listade.